# 1874 год в театре
1874 год в театре

## Деятели театра

### Родились
- 27 января, Рим — Дарио Никкодеми, итальянский драматург.
- 28 января (9 февраля), Пенза — Всеволод Мейерхольд, театральный режиссёр, актёр и педагог; теоретик театрального гротеска, создатель актёрской системы «биомеханика».
- 16 февраля – Мария Гутхайль-Шодер, немецкая оперная певица. Одна из оперных примадонн первой четверти XX века.
- 18 (30) мая, Слуцк, Минская губерния — Давид Гликман, писатель, переводчик, драматург и сценарист.
- 6 (18) июня, Москва — Иван  Москвин, драматический актёр и режиссёр, директор МХАТа в 1943—1946 годах.
- 9 (21) августа 1874 год, Москва — Пров Садовский, актёр и режиссёр, артист Малого театра.
- 23 декабря, Ферганская область — Лютфи Сарымсакова, советская узбекская актриса театра и кино.
- 24 декабря (1863?[уточнить]), близ Заанига, Австро-Венгрия — Адам Дидур, польский оперный певец (бас), вокальный педагог.

### Скончались
- 22 июля — Луис Эгилас, испанский драматург.